# Riley Adams
Riley Keaton Adams (Encinitas, California, 26 de junio de 1996), más conocido como Riley Adams, es un jugador profesional estadounidense de béisbol que se desempeña en la posición de cácher en Washington Nationals, equipo de las Grandes Ligas de Béisbol (MLB).

## Carrera
Adams hizo su debut en la MLB con el equipo Toronto Blue Jays, en el cual jugó una temporada (2021), después pasó a Washington Nationals, donde lleva jugando cuatro temporadas.